# ACOG

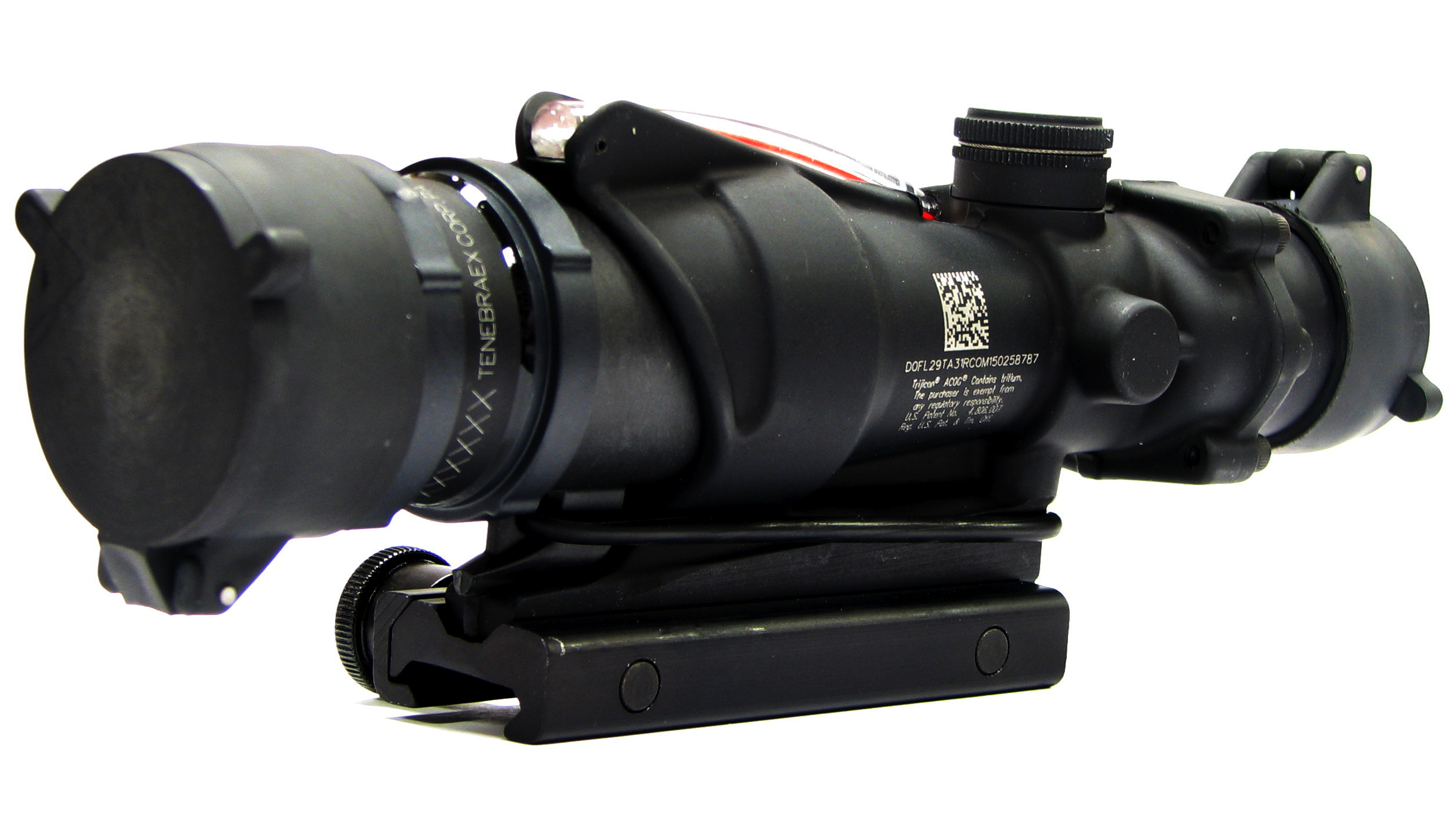
Viseur M150 RCO, un des modèles ACOG.

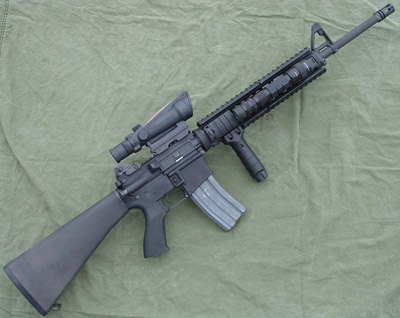
M16A4 avec un ACOG.

Le viseur ACOG ou Advanced Combat Optical Gunsight (en français Viseur Optique Avancé de Combat) est une série de viseurs télescopiques produite par l'entreprise américaine Trijicon (en) depuis 1987.

## Caractéristiques

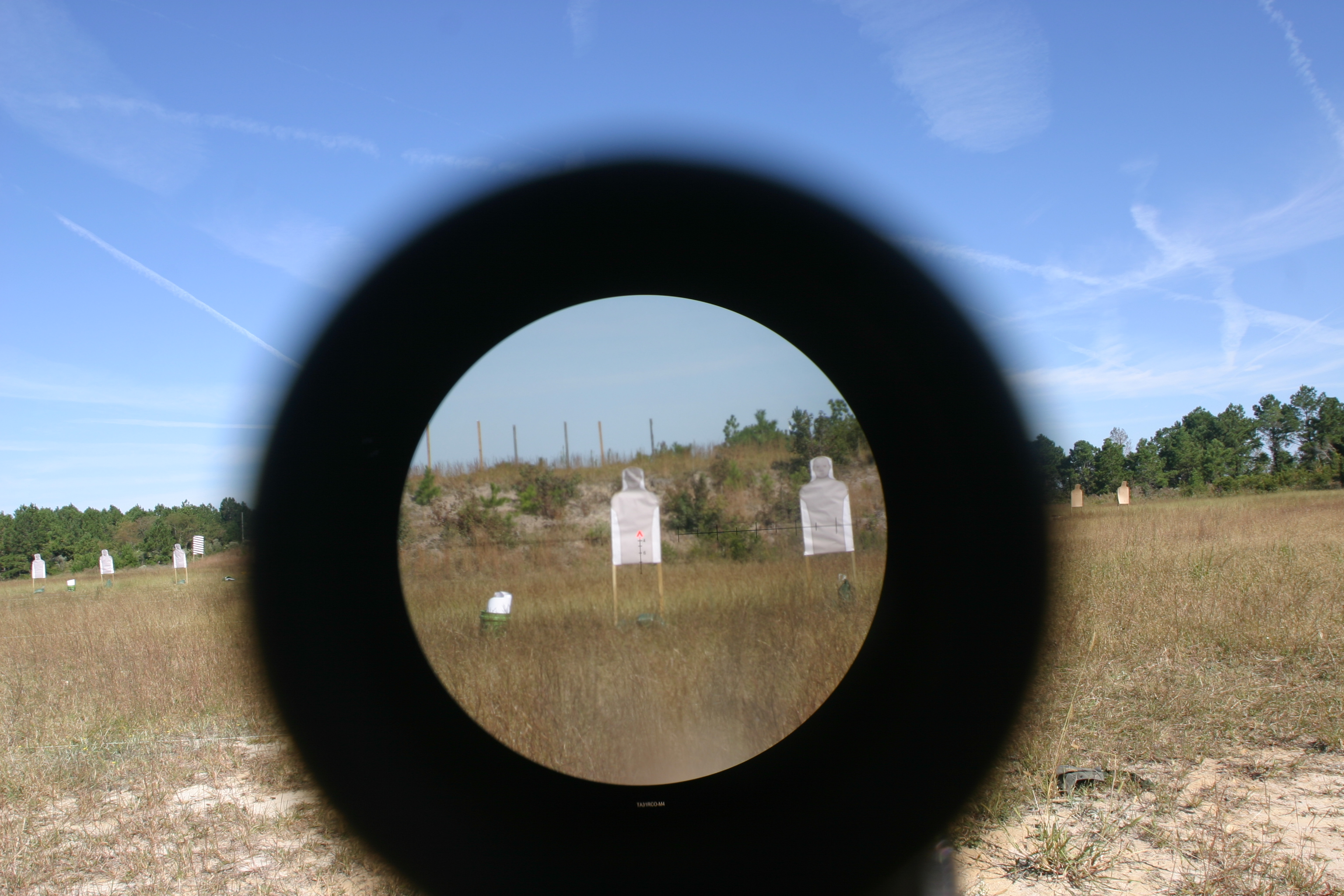
Image prise à travers un viseur ACOG.

Ce viseur a été conçu pour équiper des M16 et des M4 mais Trijicon a développé des accessoires ACOG pour d’autres armes à feu. Les modèles offrent des niveaux de grossissement fixe allant de x1,5 à x6. 
Le réticule des viseurs ACOG est éclairé grâce à une lampe au tritium ce qui permet de les utiliser de nuit. Certaines versions (TA31,TA33, TA44, TA11) ont un éclairage du réticule supplémentaire pendant la journée, lorsque la lumière est abondante, par l'intermédiaire d'un conduit de lumière en fibre optique.
D'autres versions utilisent une LED pour illuminer le réticule (TA02, TA110) mais sont dépourvues de tritium et de fibre optique. Ils nécessitent l'emploi d'une batterie AA.

## Utilisateurs
Il est largement exporté :
- Argentine: GEOF (Grupo Especial de Operaciones Federales)
- Australie: Australian Army
- Belgique: Forces armées belges
- Colombie: utilisé par toutes les forces armées de Colombie
- États-Unis: Forces armées des États-Unis
- France: Brigade de recherche et d'intervention Groupe d'intervention de la Gendarmerie nationale
- Finlande: Forces armées finlandaises
- Allemagne: GSG 9 Police fédérale
- Irak: Force de sécurité Irakienne
- Israël: Armée de défense d'Israël
- Libye: Forces armées libyennes
- Pérou: utilisé par les forces spéciales de l’ Armée péruvienne et la Marine péruvienne
- Chili: utilisé par toutes les forces l’armée du Chili
- Nouvelle-Zélande: New Zealand Army
- Arabie saoudite: Forces armées d’Arabie saoudite
- Espagne: Armée de terre espagnole, viseur standard pour la HK MG43
- Turquie: Armée de terre turque
- Émirats arabes unis: Forces armées des E.A.U.
- Royaume-Uni: Armée de terre britannique et les Royal Marines
- Ukraine: Forces armées ukrainiennes